# Medetera penura
Medetera penura är en tvåvingeart som beskrevs av Charles Howard Curran 1926. Medetera penura ingår i släktet Medetera och familjen styltflugor. Inga underarter finns listade i Catalogue of Life.